# يوك منج دينيس لو
يوك منج دينيس لو (بالإنجليزية: Dennis Lo)‏ (من مواليد 1963) هو عالِم هونغ كونغ. و أستاذ علم الأمراض الكيميائية في الجامعة الصينية هونغ كونغ.  وهو مدير معهد لي كا شينغ للعلوم الصحية.  لو حاصل على جائزة الجمعية الملكية. 

## الحياة الشخصية
ولد لو في هونغ كونغ. كان والده طبيباً، وكانت والدته تدرس الموسيقى. في عام 1983، في سن 20، التحق بجامعة كامبريدج وأكمل درجة ما قبل السريرية قبل أن يحضور أكسفورد للتدريب السريري.  في ما بعد أنهى درجة الدكتوراه في جامعة أكسفورد. صرح لو بأنه لا يمارس أي دين ولكن في قلبه سوف يضطر إلى «استدعاء شيء ديني لشرح كل شيء بشكل صحيح منذ البداية». 

## مهنة
بعد التعرف على طريقة جديدة لاكتشاف كميات صغيرة من الحمض النووي تسمى تفاعل البوليميراز المتسلسل من باحث آخر، قرأ لو ورقة بحثية تصف اكتشاف الحمض النووي للورم في بلازما الدم. تساءل لو عما إذا كان من الممكن اكتشاف الحمض النووي للجنين في الدم من الأم الحامل.  في عام 1989، نشر نتائج تشير إلى أن الحمض النووي للجنين موجود بالفعل ولكن بكميات منخفضة فقط.  ومع ذلك، نجح لو في عام 1997 في اكتشاف الحمض النووي للجنين في بلازما الأم الحامل باستخدام كروموسوم الذكر كعلامة.  وصف الاكتشاف بأنه «العثور على محرك سيارتك في مكان آخر غير غطاء المحرك». أتاح هذا الاكتشاف طريقة أكثر أمانًا للتشخيص قبل الولادة لتشوهات الجنين.  في عام 2011، طور تقنية قائمة على التسلسل لتحديد جنس الجنين في وقت سابق من الموجات فوق الصوتية.  كان لو قادرًا على تكييف هذه التقنية لاستخدام الحمض النووي الريبي، بدلاً من الحمض النووي، لاكتشاف متلازمة داون في الأجنة التي لم تولد بعد حيث يمكن أن تتسبب الأساليب السابقة في حدوث إجهاض. 

## جوائز
- جائزة الدولة للعلوم الطبيعية من مجلس الدولة الصيني، 2005 [9]
- الاتحاد الدولي للكيمياء السريرية والطب المخبري، 2006. [9]
- جائزة أبوت للمساهمة البارزة في تشخيص الجزيئي. [9]
- جائزة الأكاديمية الوطنية الأمريكية للكيمياء الحيوية السريرية المتميزة، 2006. [9]
- جائزة سيجي زيرينج من الجمعية الأمريكية للكيمياء السريرية، 2009. [9]
- الجمعية الملكية، 2011. [9]
- مشارك أجنبي في الأكاديمية الوطنية الأمريكية للعلوم، 2013. [9]
- جائزة الملك فيصل 2014.
- جائزة علوم المستقبل، 2016 [10]
- حائز على جائزة تومسون رويترز للاستشهاد (تقديراً للعدد الكبير من الاستشهادات التي تصنف لو في أعلى 0.1٪ من مجاله على مستوى العالم)، 2016.